# Cristian Báez
Cristian Javier Báez (San Lorenzo, 9 aprile 1990) è un calciatore paraguaiano, difensore dell'Independiente.

## Caratteristiche tecniche
Gioca come terzino destro.

## Palmarès
- Coppa Sudamericana: 1

Independiente: 2010